# Hosszúfarkú vidra
A hosszúfarkú vidra (Lontra longicaudis) az emlősök (Mammalia) osztályának ragadozók (Carnivora) rendjébe, ezen belül a menyétfélék (Mustelidae) családjába és a vidraformák (Lutrinae) alcsaládjába tartozó faj.

## Előfordulása
A hosszúfarkú vidra előfordulási területe eléggé nagy kiterjedésű, magába foglalva Közép- és Dél-Amerika nagy részét. Mexikótól kezdve, egészen Brazília déli, valamint Argentína északkeleti részéig lelhető fel. Ez az állat még megtalálható néhány andoki országban is, mint például: Ecuadorban, Kolumbiában és Peruban is. Trinidad és Tobagóban is van állománya.

## Alfajai
- Lontra longicaudis annectens Major, 1897
- Lontra longicaudis enudris F. G. Cuvier, 1823
- Lontra longicaudis longicaudis Olfers, 1818

## Megjelenése
Ez az állat igen hasonlít közeli rokonaira a kanadai vidrára (Lontra canadensis) és a déli vidrára (Lontra provocax). A hosszúfarkú vidra átlag fej-testhossza 60-100 centiméter, farokhossza pedig 30-50 centiméter. Testtömege 5-15 kilogramm között lehet. A hímek nagyobbak a nőstényeknél.

## Életmódja
Ez a vidrafaj számos vizes helyen található meg. Általában a nagy folyók közelségét keresi. Egyaránt megél a lombhullató- és örökzöld erdőkben, a nagy mocsaras területeken, valamint a szavannákon is. Állományai nagyobbak és egészségesebbek a magasabban levő gyorsabb folyású folyókban és patakokban, mint az alföldek állóvizeiben. Fő táplálékai a halak, a kagylók és a puhatestűek, de rovarokat, madarakat, kisebb emlősöket és hüllőket is elfogyaszt. Magányosan él és vadászik.

## Szaporodása
A legtöbb példány szaporodási időszaka tavasszal van, de egyes hosszúfarkú vidrák más évszakokban is szaporodhatnak. A vemhesség körülbelül 56 napig tart, ennek végén a nőstény a növényzettel borított sziklafalba vájt üregbe 1-5, általában 2-3 kölyköt ellik. Születésükkor a kölykök testét szőrzet fedi és teljesen vakok. Szemük 44 naposan nyílik ki. 52 naposan kimerészkednek az üregből és 74 naposan anyjuk már vadászni tanítja őket. A hímek nem vesznek részt a kölykök felnevelésében.

## Veszélyeztetettsége
A hosszúfarkú vidra a Washingtoni egyezmény (CITES) 1. listája szerint különösen veszélyeztetett fajnak számít. Az állatot, mint a többi vidrafajt is, korábban ipari mértékben vadászták az értékes szőrméje miatt. Az orvvadászat még manapság is nagy kárt tesz benne.

## Képek

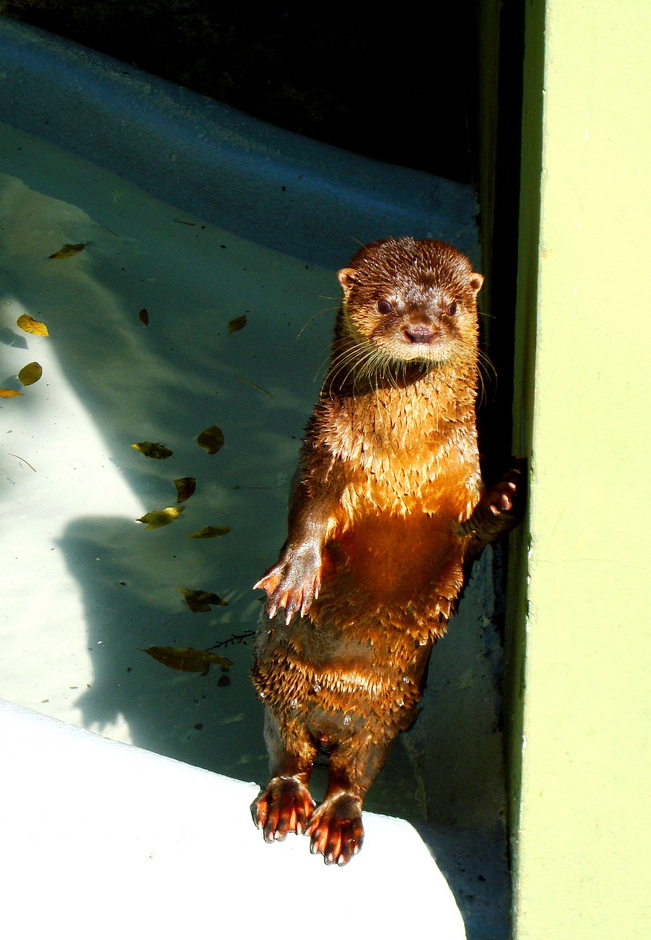
Hosszúfarkú vidra
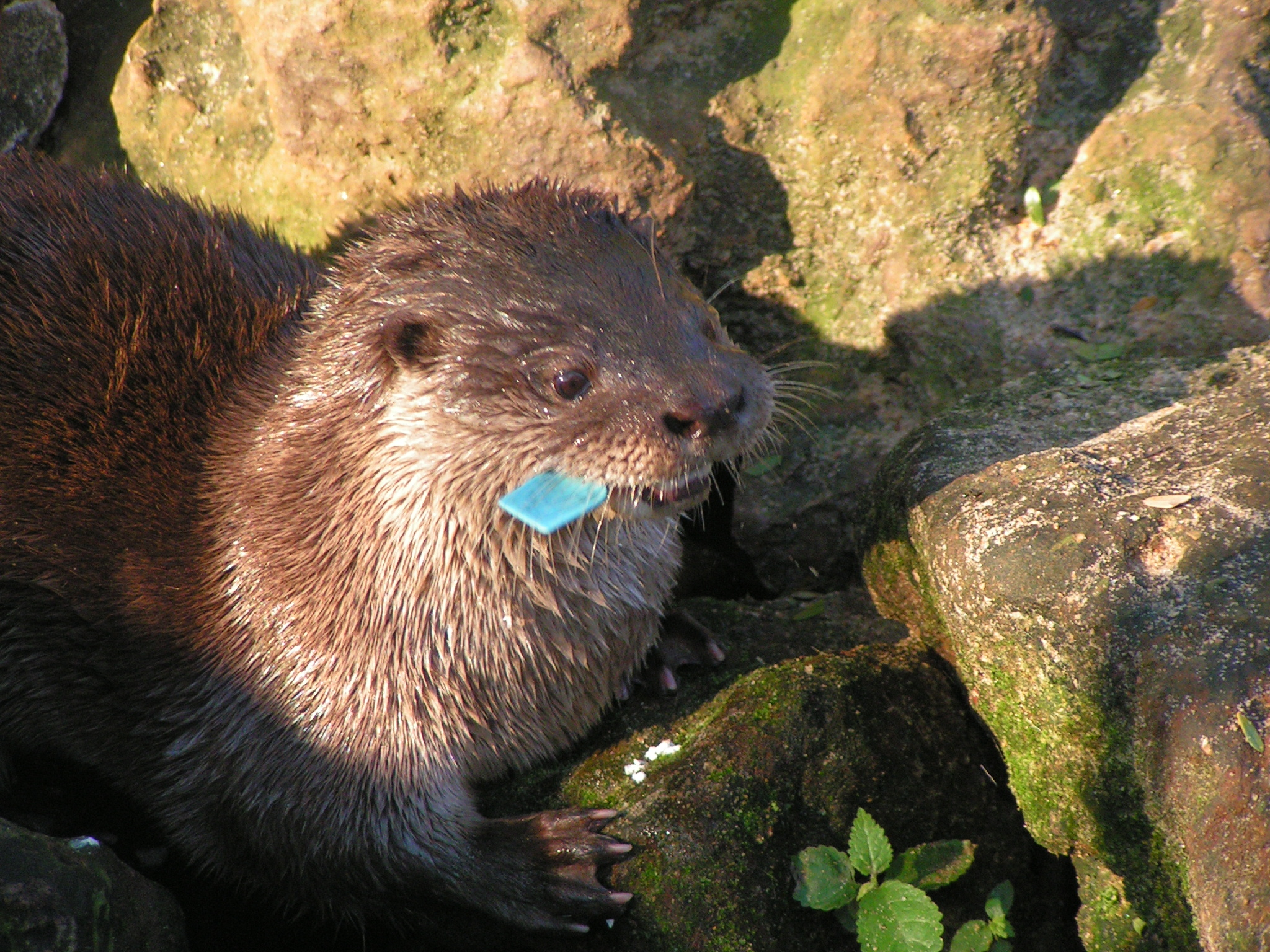
különböző
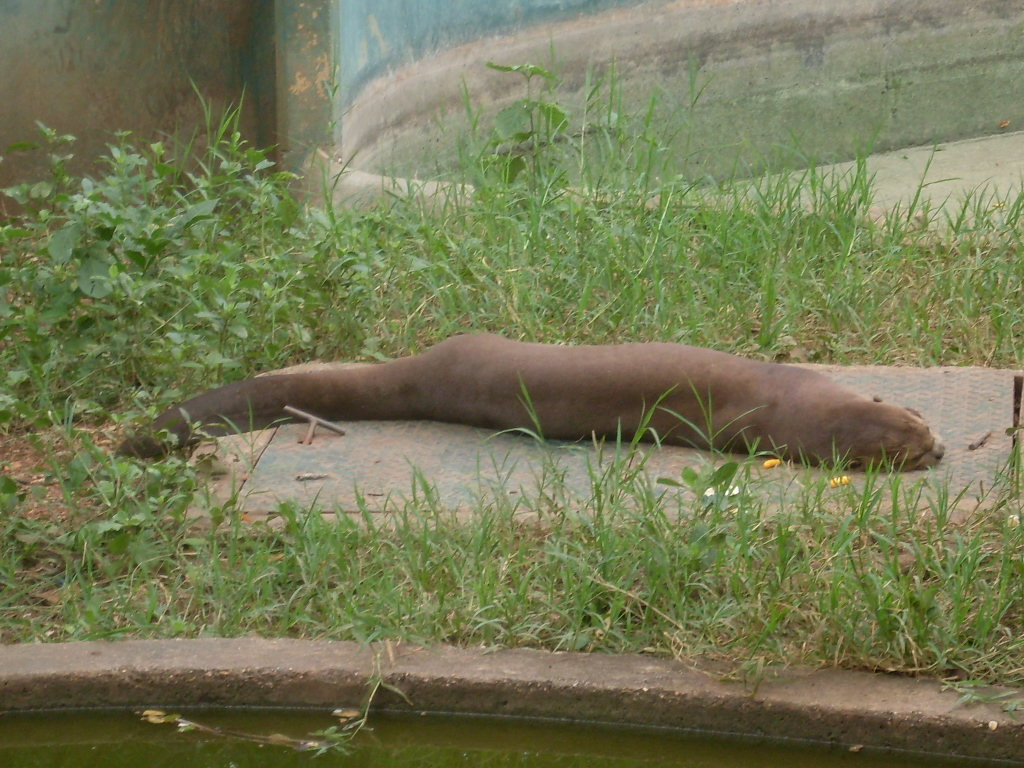
állatkertekben
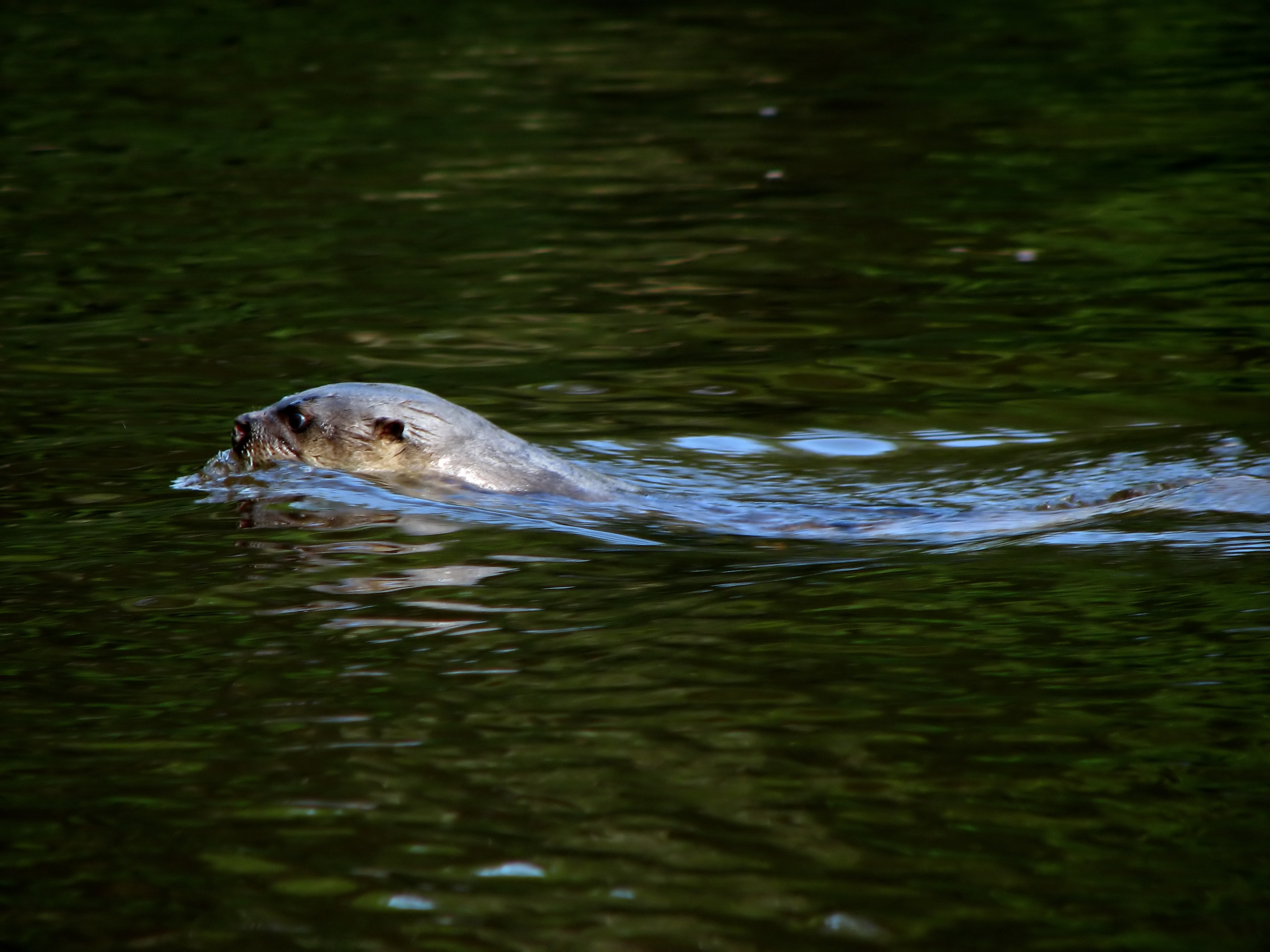
Úszás közben
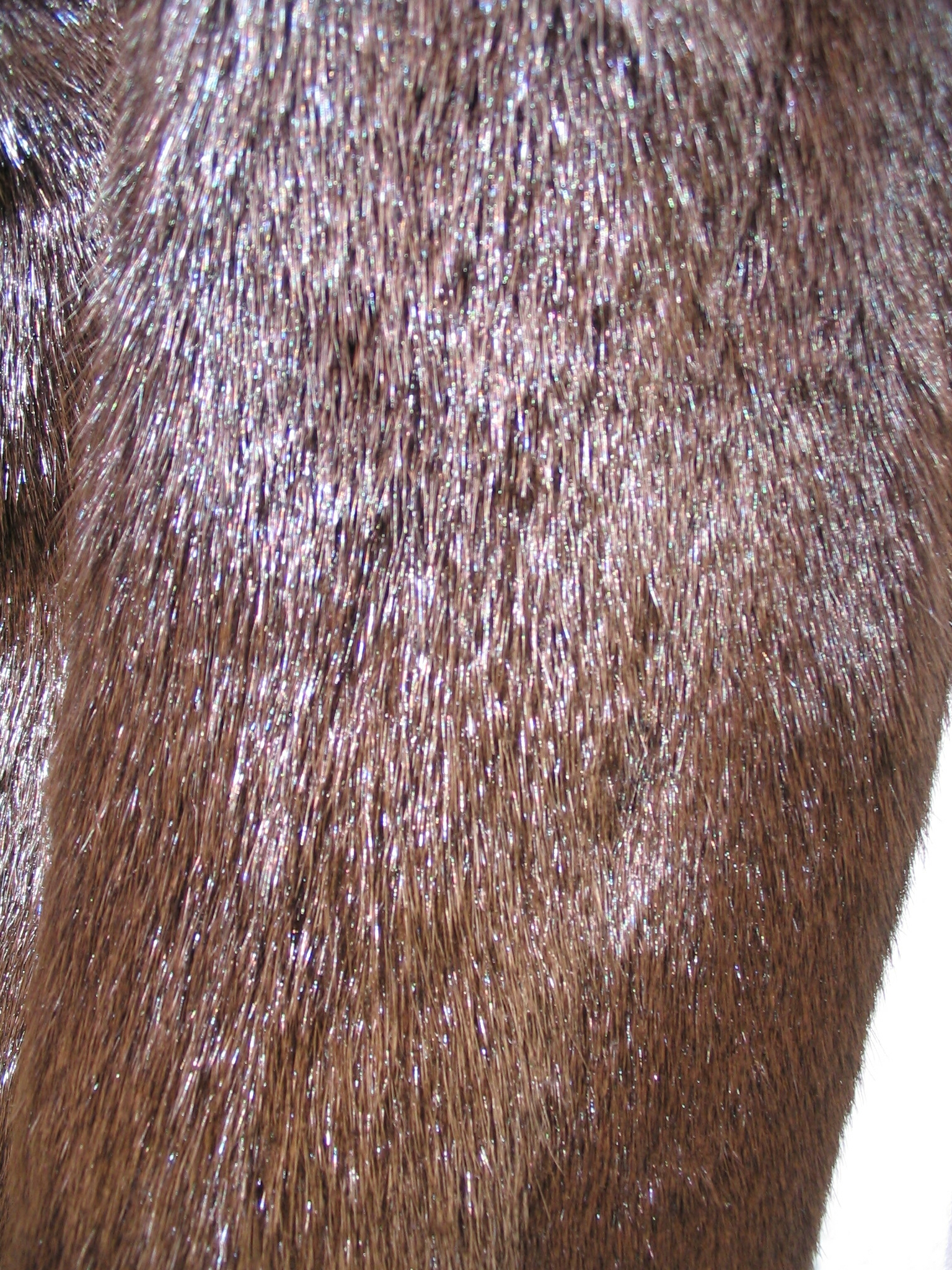
Szőrméje
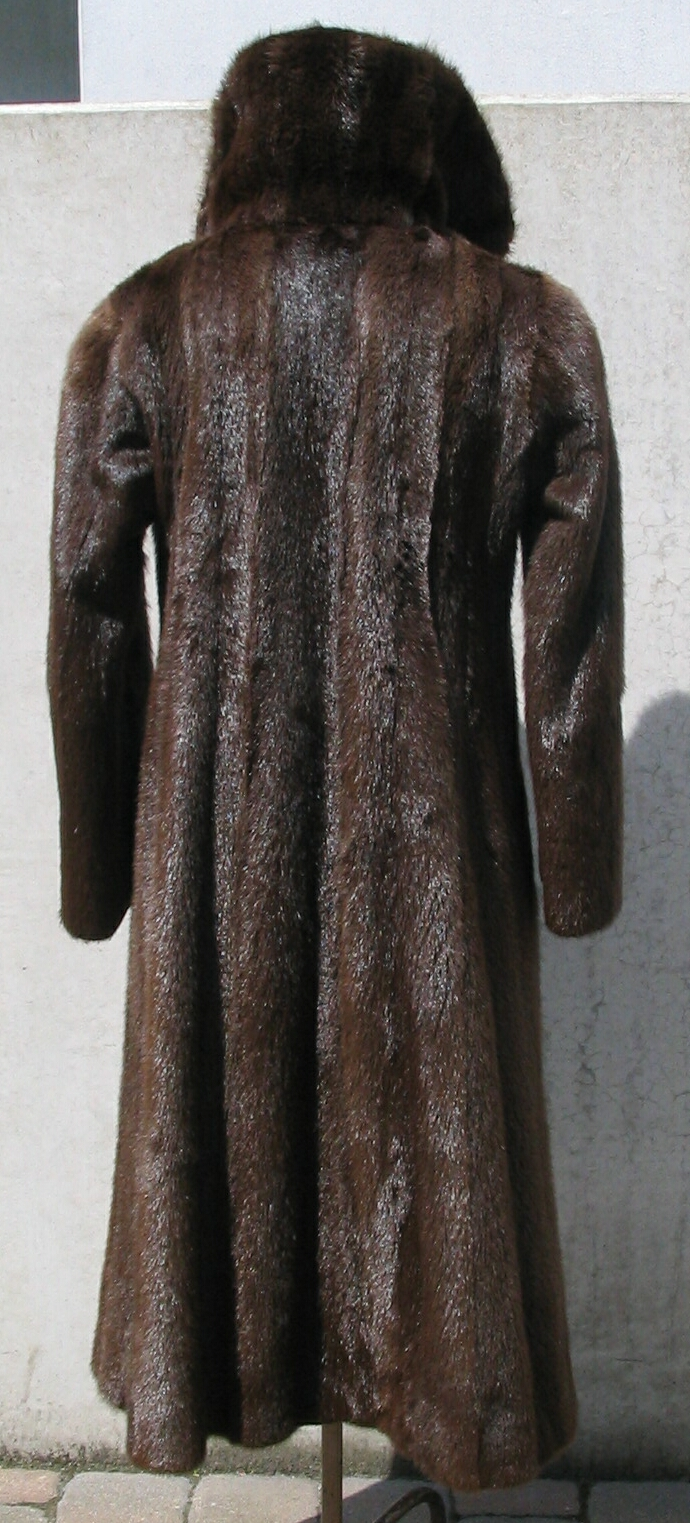
kabátként
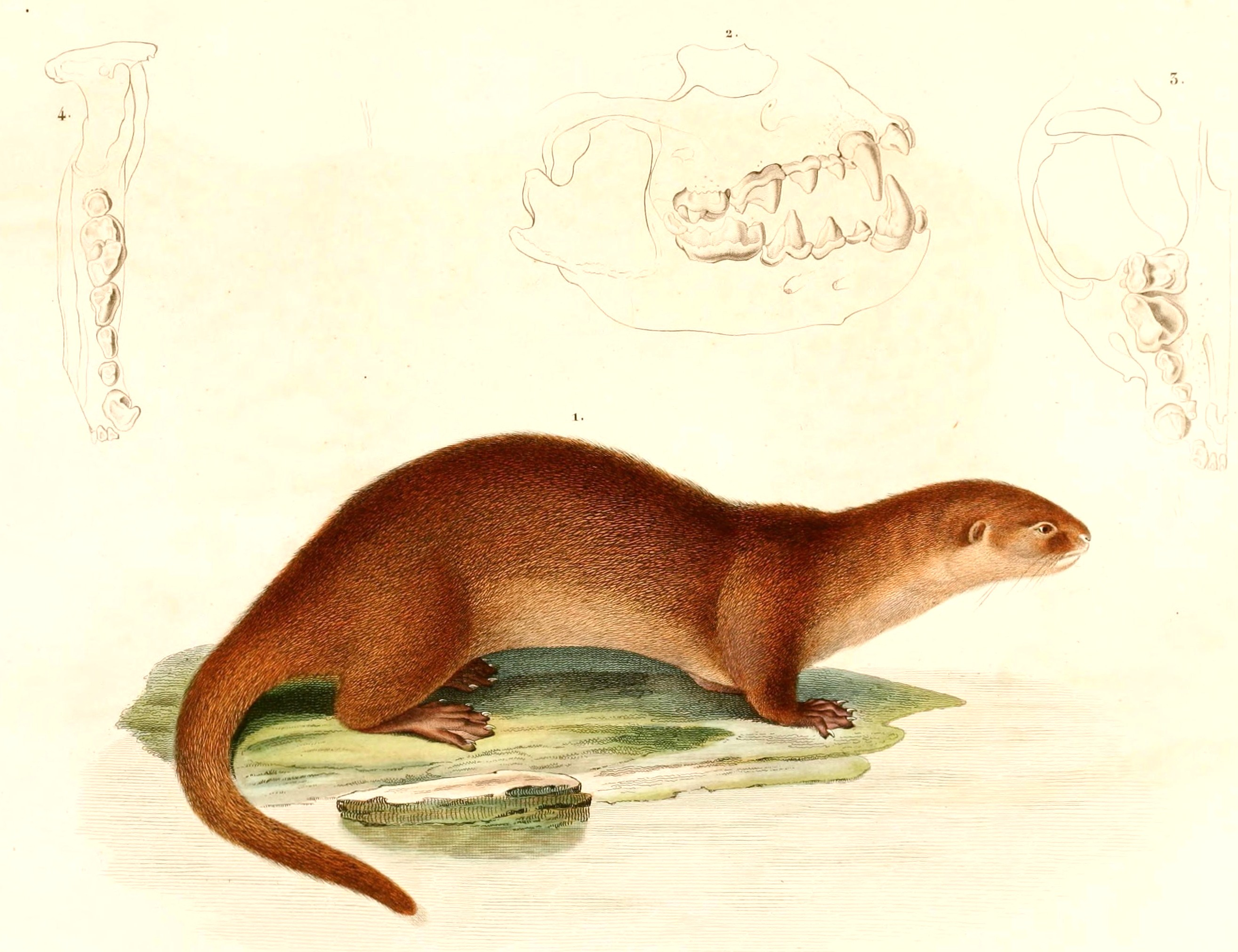
Rajz a vidráról

### Fordítás
- Ez a szócikk részben vagy egészben  a   Neotropical otter című angol Wikipédia-szócikk ezen változatának fordításán alapul.  Az eredeti cikk szerkesztőit annak laptörténete sorolja fel. Ez a jelzés csupán a megfogalmazás eredetét és a szerzői jogokat jelzi, nem szolgál a cikkben szereplő információk forrásmegjelöléseként.